# Кострина (приток Песочни)
Кострина — река в России, протекает по Селижаровскому району Тверской области. Исток реки находится в лесу к югу от деревни Плющево Селищенского сельского поселения. Устье реки находится в 15 км от устья реки Песочни по левому берегу. Длина реки составляет 14 км.
На реке стоят населённые пункты Дмитровского сельского поселения: Куричино, Быково (нежилая), Вороново, Михалево. Недалеко от реки стоит административный центр поселения — деревня Дмитрово

## Данные водного реестра
По данным государственного водного реестра России относится к Верхневолжскому бассейновому округу, водохозяйственный участок реки — Волга от Верхневолжского бейшлота до города Зубцов, без реки Вазуза от истока до Зубцовского гидроузла, речной подбассейн реки — бассейны притоков (Верхней) Волги до Рыбинского водохранилища. Речной бассейн реки — (Верхняя) Волга до Куйбышевского водохранилища (без бассейна Оки).
Код объекта в государственном водном реестре — 08010100412110000000298.